# DB Regio

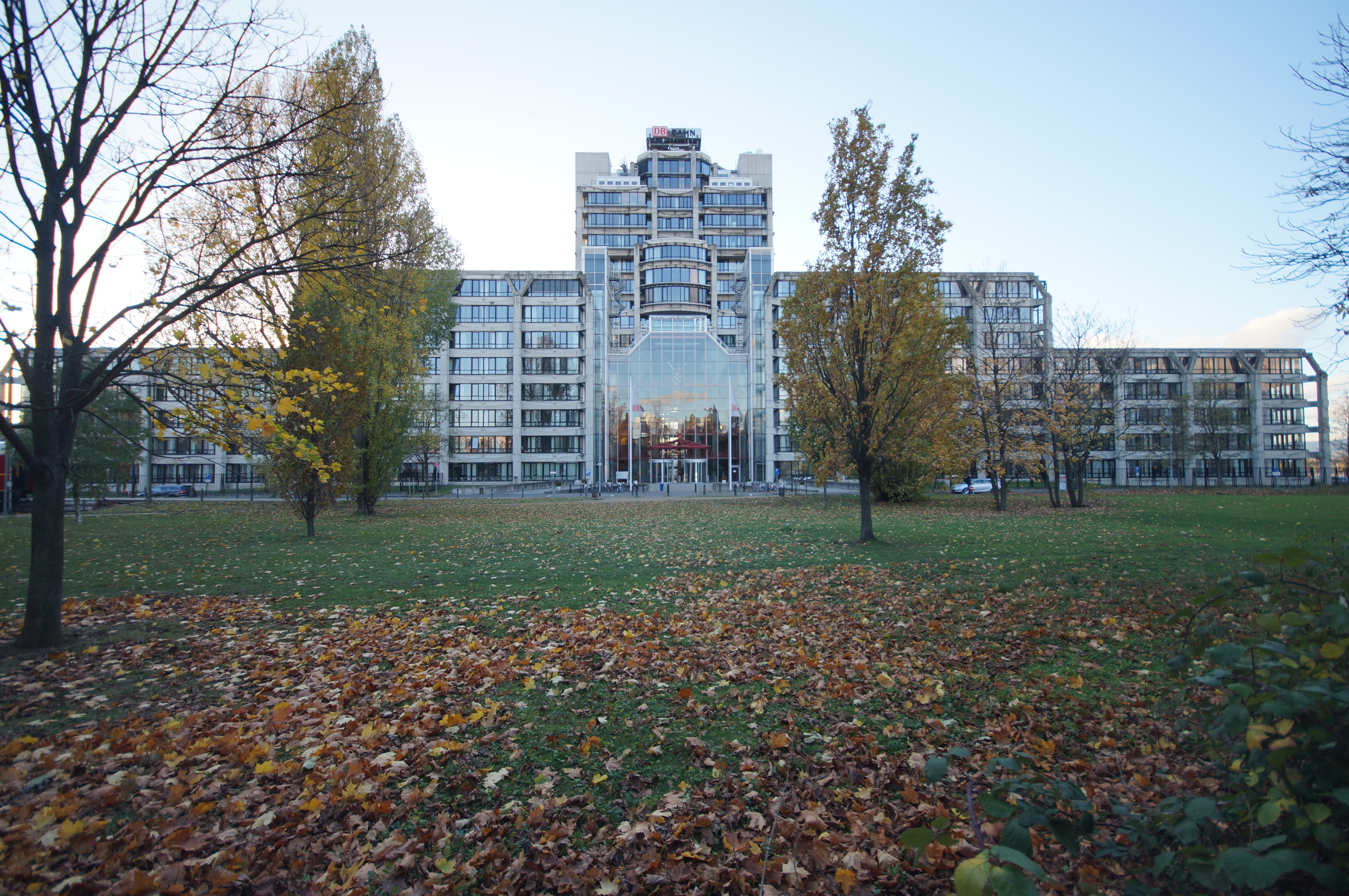
Sede di DB Fernverkehr, DB Regio e DB Vertrieb a Francoforte

DB Regio AG è un'azienda partecipata al 100% dal gruppo Deutsche Bahn e gestisce servizi ferroviari regionali e il servizio metropolitano in Germania . DB Regio AG a sede a Francoforte sul Meno.
La società nasce dalla divisione del dipartimento dei trasporti passeggeri DB Bahn in tre aree di business, insieme ad DB Fernverkehr (Lunga percorrenza) e DB Arriva (Autobus).
L'azienda, in quanto società capogruppo di settore a livello nazionale, è responsabile di tutte le attività di trasporto regionale ( treno e autobus) del gruppo DB in Germania e nei paesi in cui a società sussidiarie.
La compagnia serve 310 linee con 22.800 treni e 295.000 fermate al giorno. Ha circa dieci milioni di clienti.

## Storia
La DB Regio AG è nata nel corso della seconda fase della riforma ferroviaria tedesca, è stata fondata il 1º gennaio 1999, dalla separazione della divisione trasporti locali di Deutsche Bahn AG. Il piano originale prevedeva che fosse quotata in borsa entro il 2003. ma l'Offerta pubblica iniziale non è stata realizzata.
La società è nata ufficialmente il 6 aprile 1998. Il suo unico scopo era "l'esternalizzazione della divisione del trasporto locale di passeggeri della Deutsche Bahn Aktiengesellschaft in una società per azioni di nuova costituzione in termini legali, economici e organizzativi". Con la delibera del 27 aprile 1999, la società è stata ridenominata '''Deutsche Bahn Erste Vermögensverwaltungsgesellschaft mbH''', avente come finalità "l'amministrazione del proprio patrimonio e di ogni attività funzionale al predetto scopo".
La scissione di DB Regio Aktiengesellschaft è stata completata il 1º giugno 1999. Lo scopo della società era: "Fornire, commercializzare e coordinare servizi di trasporto per il trasporto pubblico ferroviario e stradale e i servizi correlati; Gestione, manutenzione, approvvigionamento e produzione di veicoli di tutti i tipi, in particolare locomotive, vagoni ferroviari, vagoni ferroviari e autobus e carrozze; Gestire per loro conto attività commerciali di società collegate nonché fornire servizi di consulenza per conto terzi. "Il capitale azionario della società ammontava inizialmente a 800 milioni di Pfennig, suddiviso in 80 milioni di azioni di vari azionisti. Il primo presidente del consiglio fu Klaus Daubertshäuser. Lo statuto della società era già stato adottato il 24 novembre 1998.
Negli anni dal 2001 al 2002 è stata modificata e aggiornata la struttura manageriale. La società il cui controllo era unico in tutte le sue attività, viene suddivisa in nove società nazionali indipendenti, alle quali erano affidate le attività di gestione dei servizi regionali sia in treno che in autobus. Lo scopo della ristrutturazione era migliorare la redditività. Sono stati salvati 400 dei 700 posti di lavoro nella sede regionale della DB e circa 2500 posti di lavoro nell'intera azienda. A seguito di questa ristrutturazione, il traffico ferroviario e stradale regionale è stato trasferito dal gennaio 2002 in nove linee regionali (nord, nord-est, Bassa Sassonia / Brema, Renania settentrionale-Vestfalia, Assia, sud-ovest, sud-est, Baviera e Baden-Württemberg). La quota di mercato di DB Regio nel trasporto locale di passeggeri su rotaia in Germania era del 92%, nel restante trasporto pubblico era del sette.
Nel 2007, DB Regio ha realizzato il 70% del suo fatturato grazie ai pagamenti effettuati dagli stati federali per la fornitura del trasporto pubblico locale, il 29% dalla vendita dei biglietti e l'1% da altri proventi.
Nel 2008, l'azienda ha fondato la DB Regio Rheinland GmbH per il Rhein-Sieg-Express. Dopo aver vinto la gara pubblica, circa 180 dipendenti di DB Regio NRW dovevano passare alla filiale che non è vincolata dal contratto collettivo del gruppo e ricevere lì circa un quinto in meno di stipendio. Dopo le proteste dei dipendenti, la società è stata nuovamente fusa con DB Regio NRW nel 2011. Si è pure stabilito che alle future filiali di DB Regio si applicherà il contratto collettivo di settore stipulato nel febbraio 2011.
Dal 2004 alla fine del 2010, la filiale DB Stadtverkehr fondata a tale scopo è stata responsabile della gestione degli autobus e del traffico cittadino. Nel febbraio 2010 è stato annunciato che le due società della S-Bahn, la S-Bahn Berlin GmbH e la S-Bahn Hamburg GmbH, sarebbero state subordinate a DB Regio nel marzo dello stesso anno. Il 1 gennaio 2011 DB Stadtverkehr è stata sciolta e le sue attività riassorbite da DB Regio.
Il 1º gennaio 2015 le due regioni Southwest e Rhine-Neckar sono state unite nella nuova regione DB Regio Southwest.
Un'altra ristrutturazione ha avuto luogo il 1º gennaio 2017, nel corso della quale DB Regio Südwest e DB Regio Hessen sono state fuse per formare DB Regio Mitte.
La filiale DB Regio ha avuto i suoi primi successi nella rete del Basso Elba nel 2017.
A causa della pandemia di COVID-19 in Germania, l'utilizzo dei mezzi da parte delle persone è sceso circa il 70% rispetto al livello precedente nel 2020, secondo Berthold Huber, membro del consiglio di amministrazione del gruppo Deutsche Bahn responsabile del trasporto passeggeri.

## Struttura aziendale
A differenza della società che si occupa dei treni a lunga percorrenza DB Fernverkehr, DB Regio non gestisce treni per proprio conto. I servizi sono ordinati e pagati dai Bundesländer o dai loro Landkreise . Gli stati assegnano contratti a lungo termine a DB Regio (di solito da 10 a 15 anni).
La sede centrale di DB Regio a Francoforte, in Germania, è la sede del responsabile dello sviluppo commerciale e la sua struttura si concentra sulla gestione delle unità regionali e sulla partecipazione alle gare d'appalto.
In oltre supporta le varie strutture regionali nella gestione dei prezzi, del marketing e della pianificazione delle tratte.
Inoltre, le S-Bahn Berlino, Amburgo, Monaco, Rhein-Main e Stoccarda sono coordinate e controllate dalla sede centrale.

### Divisione ferroviaria (DB Regio Schiene)

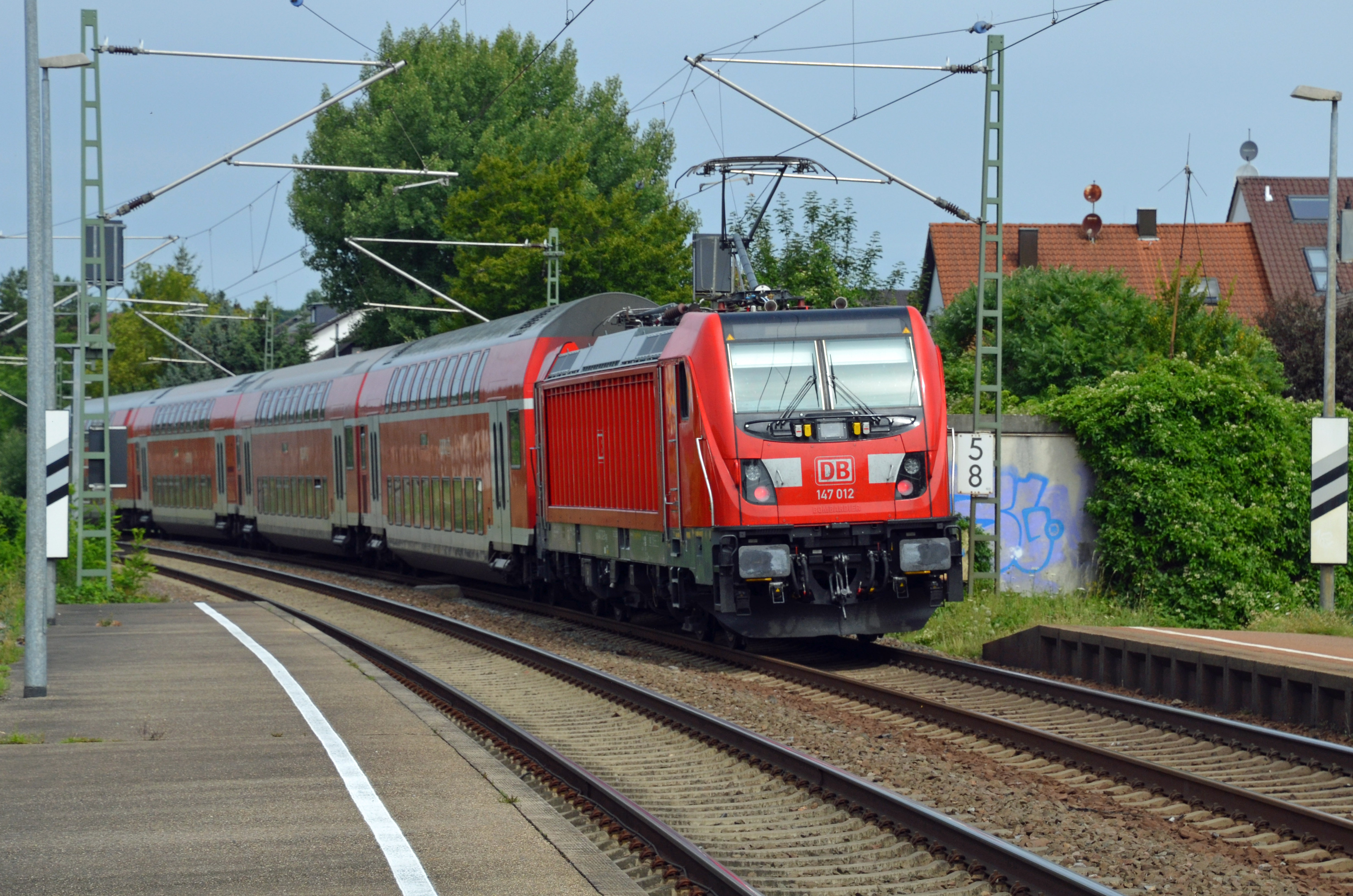
Treno regionale delle DB da Heidelberg a Stoccarda

La divisione ferroviaria è divisa in sette regioni. Inoltre, ci sono cinque treni pendolari urbani ( S-Bahn ), che circolano direttamente dalla sede centrale, nonché le reti regionali indipendenti ( RegioNetz ).
- Regioni:
  - DB Regio Baden-Württemberg ( Baden-Württemberg )
  - DB Regio Bayern ( Baviera )
  - DB Regio Mitte ( Assia, Renania-Palatinato, Saarland ) (è stato creato il 1 gennaio 2017 dalla fusione di DB Regio Hessen e DB Regio Südwest)
  - DB Regio Nord ( Brema, Amburgo, Bassa Sassonia, Schleswig-Holstein )
  - DB Regio Nordost ( Berlino, Brandeburgo, Mecklenburg-Vorpommern )
  - DB Regio NRW ( Renania Settentrionale-Vestfalia )
  - DB Regio Südost ( Sassonia, Sassonia-Anhalt, Turingia )
- S-Bahn :
  - S-Bahn Berlino
  - S-Bahn Amburgo
  - S-Bahn Monaco di Baviera
  - S-Bahn Reno-Meno
  - S-Bahn Stoccarda S-Bahn Amburgo a Hamburg Hauptbahnhof
- DB RegioNetz Verkehrs GmbH:
  - Erzgebirgsbahn ( Sassonia )

S-Bahn Amburgo a Hamburg Hauptbahnhof

  - Kurhessenbahn ( Assia settentrionale e Renania settentrionale-Vestfalia )
  - Oberweißbacher Bergbahn ( Turingia )
  - SüdostBayernBahn ( Bassa Baviera e Alta Baviera )
  - Westfrankenbahn ( Bassa Franconia e Baden-Württemberg settentrionale )

### Divisione autobus (DB Regio Bus)
La divisione autobus comprende 23 società di autobus, che a loro volta detengono partecipazioni di maggioranza in altre società di autobus. Con circa 725 milioni di passeggeri e un volume di traffico di 8,4 miliardi di passeggeri-chilometro, DB Regio Bus è una della maggiori società di trasporto in autobus in Germania. A livello nazionale vengono utilizzati circa 13.400 autobus. A partire dal 2014, la quota di mercato nel mercato degli autobus in Germania è di circa il 9%.

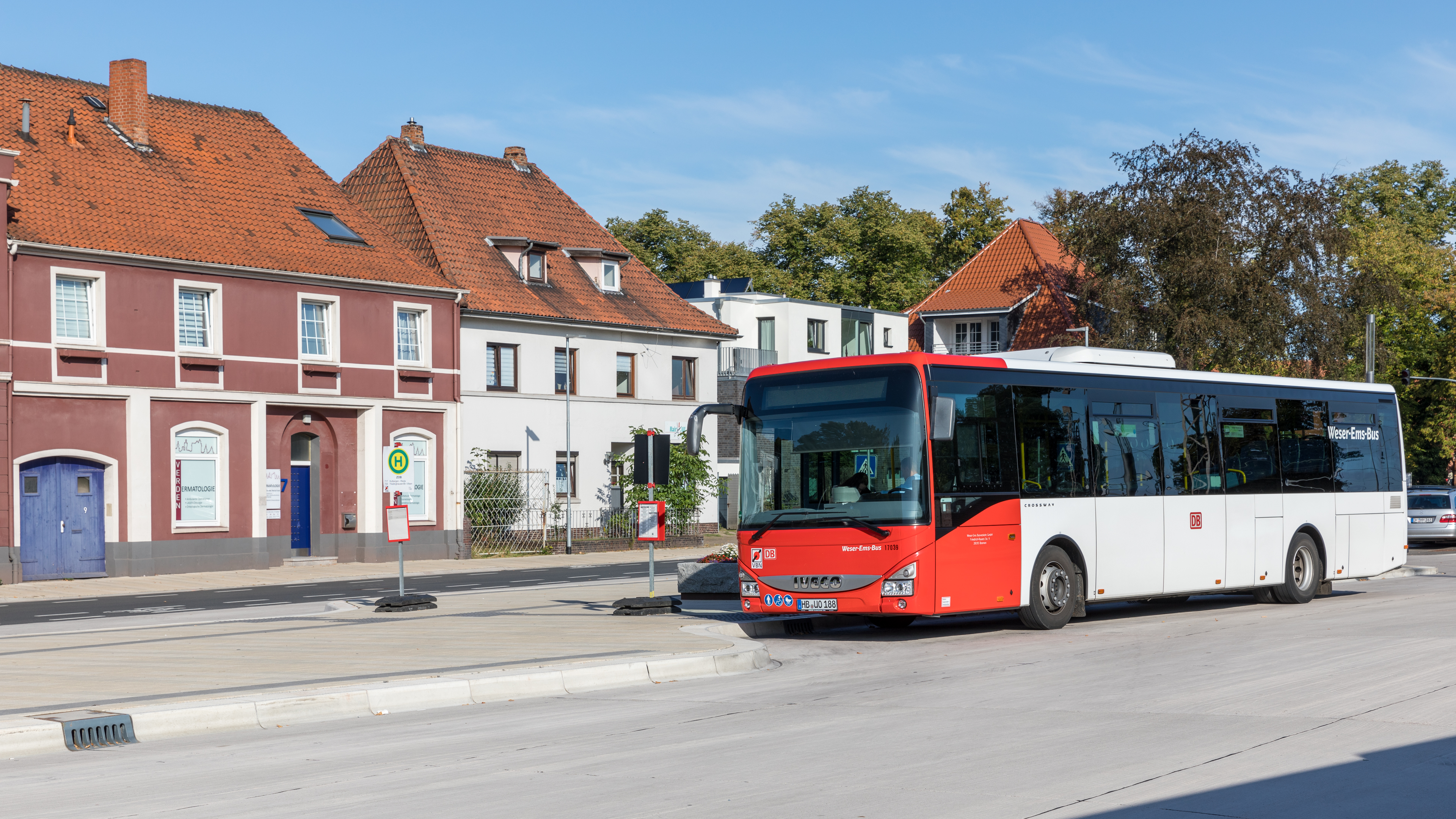
Autobus Weser-Ems a Verden an der Aller

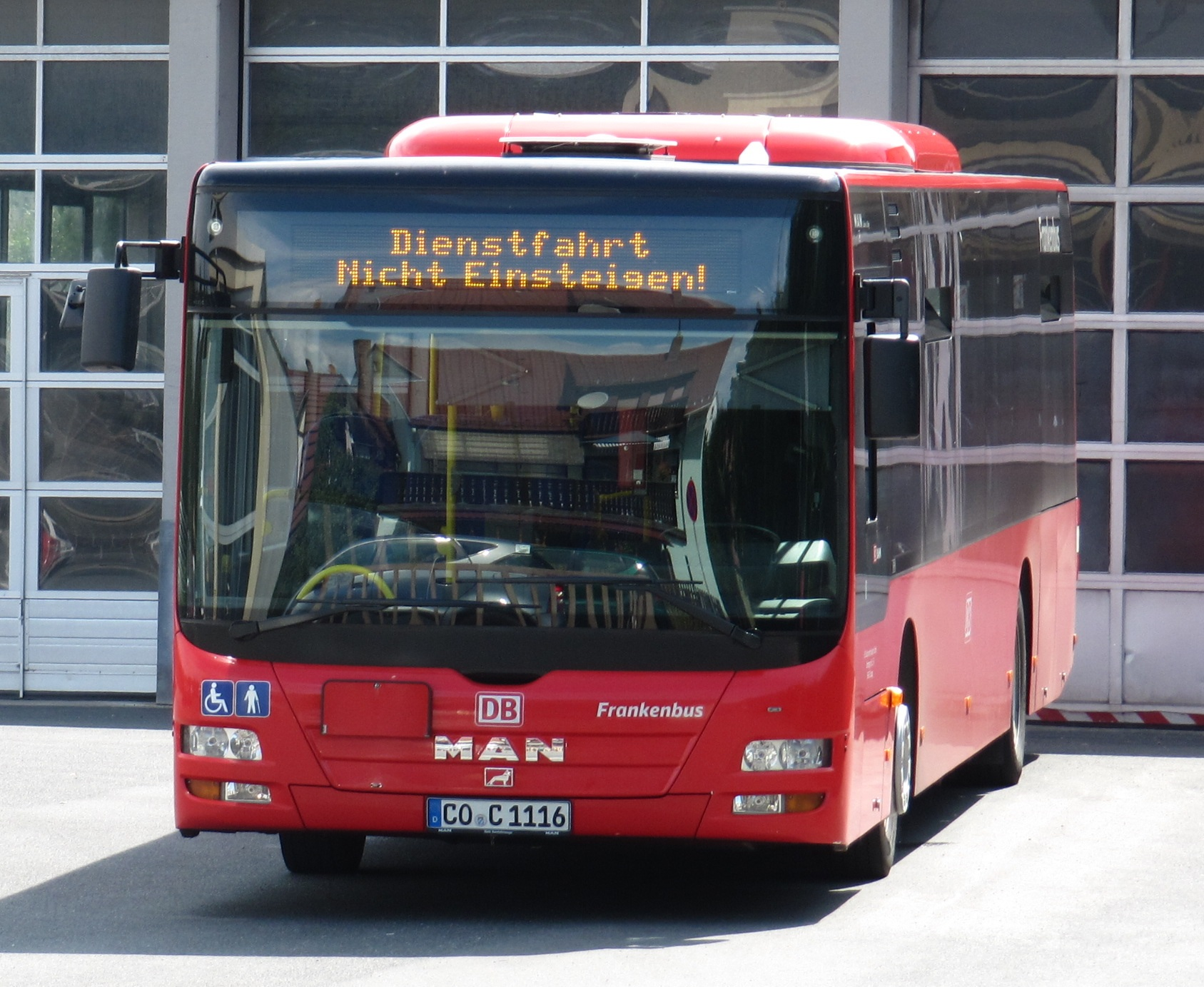
Autobus da DB Regio in Franconia

## Svezia
ÖstgötaTrafiken ha affidato a DB Regio Sverige un contratto per la gestione di treni locali per 10 anni a partire dal 12 dicembre 2010.

## UK
Dall'acquisto di Arriva da parte di Deutsche Bahn nel gennaio 2010, le operazioni di DB Regio nel Regno Unito sono ora svolte dalla società Arriva UK Trains .

## Offerte biglietti
Oltre alle tariffe di trasporto locale standardizzate delle rispettive località di trasporto, DB Regio offre anche biglietti completi. Nel 1995 un biglietto completo è stato introdotto per la prima volta con lo Schöne-Wochenende-Ticket. Questa è un'offerta speciale che permanente e dà diritto a un massimo di cinque persone di viaggiare su tutti i treni locali DB Regio in tutta la Germania il sabato o la domenica. Sono inclusi anche i viaggi nel trasporto pubblico locale in quasi tutte le località di trasporto.
I biglietti nazionali consentono viaggi in tutta la regione a tariffa forfettaria. Questi biglietti sono disponibili in per una o per più persone. Il primo biglietto nazionale è stato introdotto in Baviera nel 1997. Ogni anno vengono venduti oltre dieci milioni di biglietti nazionali.

## Flotta
Numeri arrotondati, presi da 
- 1.300 locomotive
- 5.300 autovetture
- 3.100 unità multiple